# Slowakische Badminton-Mannschaftsmeisterschaft 2002
Die Slowakische Badminton-Mannschaftsmeisterschaft 2002 war die neunte Auflage der Teamtitelkämpfe in der Slowakei. Meister wurde Spoje Bratislava.

## Endstand
| Platz | Team                 | Spiele | G U V | Spielpunkte | Punkte |
| ----- | -------------------- | ------ | ----- | ----------- | ------ |
| 1     | Spoje Bratislava A   | 10     | 8 2 0 | 58:22       | 28     |
| 2     | TJ Lokomotiva Košice | 10     | 7 1 2 | 57:23       | 25     |
| 3     | CEVA Trenčín A       | 10     | 5 2 3 | 48:32       | 22     |
| 4     | ATU Košice           | 10     | 4 3 3 | 49:31       | 21     |
| 5     | BENNI Nitra          | 10     | 5 0 5 | 38:42       | 20     |
| 6     | ČERTi Nové Zámky     | 10     | 3 1 6 | 25:55       | 17     |
| 7     | CEVA Trenčín B       | 10     | 2 0 8 | 23:57       | 14     |
| 8     | Spoje Bratislava B   | 10     | 1 1 8 | 22:58       | 13     |